# Anarchy (Chumbawamba)
Anarchy è un album in studio del gruppo musicale britannico Chumbawamba, pubblicato nel 1994.

## Tracce
1. Give the Anarchist a Cigarette – 4:07
2. Timebomb – 3:40
3. Homophobia – 2:31
4. On Being Pushed – 0:31
5. Heaven/Hell – 2:26
6. Love Me – 3:51
7. Georgina – 2:26
8. Doh! – 0:20
9. Blackpool Rock – 0:28
10. This Year's Thing – 4:04
11. Mouthful of Shit – 3:45
12. Never Do What You Are Told – 1:22
13. Bad Dog – 4:31
14. Enough Is Enough – 4:34
15. Rage – 2:50